# Rada (Voodoo)

Das Veve (Symbol) der Rada-Loa Ayizan

Als Rada wird die Gesamtheit (Haitianisch-Kreolisch Nachon) der wohltätigen und friedfertigen Loa (Geistwesen) im Voodoo bezeichnet.
Der Rada-Kult stammt ursprünglich aus dem Königreich Dahomey in Westafrika und wurde im Wege des transatlantischen Sklavenhandels in die Karibik, insbesondere nach Haiti, verbracht.
Ein Voodoo-Priester, der die Rada-Loa anruft, wird als Houngan bezeichnet. Eine Priesterin heißt unabhängig von der Art der angerufenen Loa Mambo. Im Wallfahrtsort Sodo wird jährlich mehrerer Rada-Loa gedacht.
Die Tempel, in denen die Rada-Loa verehrt werden, heißen Hounfours.

## Einzelne Loa des Rada
Typische Vertreter der Rada-Loa sind unter anderem Ayida, Ayizan, Damballah, Filomez, Legba und Loco. Einige Loa, die sowohl wohltätige als auch zerstörerische Aspekte aufweisen, gehören sowohl der Rada- als auch der kriegerischen Petro-Nachon an. Dies gilt unter anderem für Agwe, Erzulie und Simbi Andezo.

## Rada im Roman
In Dean R. Koontz’ Roman Wenn die Dunkelheit kommt (Darkfall) aus dem Jahr 1984 ist Rada der Name eines Ladens für Devotionalien des Voodoo, der vom Weißmagier Carver Hampton betrieben wird.